# Ачи Кастело
Ачи Кастело (итал. Aci Castello) је насеље у Италији у округу Катанија, региону Сицилија.
Према процени из 2011. у насељу је живело 17588 становника. Насеље се налази на надморској висини од 33 м.

## Становништво
Према резултатима пописа становништва 2011. у општини је живело 18.122 становника.
| 1931. | 1936. | 1951. | 1961. | 1971.  | 1981.  | 1991.  | 2001.  | 2011.  |
| ----- | ----- | ----- | ----- | ------ | ------ | ------ | ------ | ------ |
| 6.081 | 6.513 | 7.804 | 9.293 | 10.437 | 14.020 | 17.927 | 18.272 | 18.122 |